# Ibaeta
Ibaeta is een van de 17 districten van de Spaanse stad San Sebastian. In het noordwesten grenst het aan het district Igeldo, in het noordoosten aan Antiguo, in het oosten aan Aiete, in het zuiden aan Añorga en in het zuidwesten aan de gemeente Usurbil. In 2020 had het district 9.940 inwoners.
In dit district bevindt zich een campus van de Universiteit van Navarra voor technologische studies.
Op de grens van Ibaeta en Aiete ligt station Lugaritz van EuskoTren, waar zowel de trein van San Sebastian naar Bilbao stopt, als de metro van San Sebastian.
Aiete · Altza · Amara Berri · Antiguo · Ategorrieta-Ulia · Añorga · Centro · Egia · Gros · Ibaeta · Igeldo · Intxaurrondo · Loiola · Martutene · Miracruz-Bidebieta · Miramon-Zorroaga · Zubieta